# Sololá megye
Sololá Guatemala egyik megyéje. Az ország középső részétől délnyugatra terül el. Székhelye Sololá.

## Földrajz
Az ország középső részétől délnyugatra elterülő megye északon Totonicapán, északkeleten Quiché, keleten Chimaltenango, délen Suchitepéquez, nyugaton pedig Quetzaltenango megyével határos.

## Népesség
Ahogy egész Guatemalában, a népesség növekedése Sololá megyében is gyors. A változásokat szemlélteti az alábbi táblázat:
| Év             | Lakosság |
| -------------- | -------- |
| 1981           | 154 249  |
| 1994           | 222 094  |
| 2002           | 307 661  |
| 2014 (becsült) | 477 705  |

### Nyelvek
2011-ben a lakosság 35,3%-a beszélte a kicse és 50,1%-a a kakcsikel nyelvet.